# Andinobates geminisae
Andinobates geminisae (лат.) — вид древесных лягушек рода Andinobates из семейства древолазов.

## Описание
Встречаются в Панаме (Центральная Америка). Обнаружены в истоках реки Рио-Каньо и между реками Рио-Кокле-дель-Норте и Рио-Белен. Мелкого размера древесные лягушки с ярко-оранжевой окраской тела, длина тела 12 мм. Внешне сходны с маленьким древолазом (2 см), но почти вдвое мельче его. Вид был впервые найден в 2011 году, а научно описан в 2014 году американскими зоологами Абелем Батистой, Цезарем Ярамилло, Маркосом Понсе и Эндрю Крауфордом из Смитсоновского института тропических исследований (STRI), Автономного университета Чирики (Панама) и Университета Анд (Колумбия). По данным молекулярной филогении новый вид отнесён к видовой группе A. minutus species group, отличаясь от близких таксонов одноцветной оранжевой гладкой кожей и голосом самцов, а также данными генетического анализа митохондриальных генов. Видовое название A. geminisae дано в честь Хеминис Варгас (Geminis Vargas), жены одного из учёных — Маркоса Понсе (Marcos Ponce) — «за полную поддержку его исследований в области панамской герпетологии».